# 46丁目駅 (INDクイーンズ・ブールバード線)
46丁目駅（46ちょうめえき、英語: 46th Street）はクイーンズ区アストリアの46丁目とブロードウェイ交差点に位置するニューヨーク市地下鉄INDクイーンズ・ブールバード線の駅である。E系統が深夜のみ、M系統が平日23時迄、R系統が深夜を除く終日停車する。

## 歴史

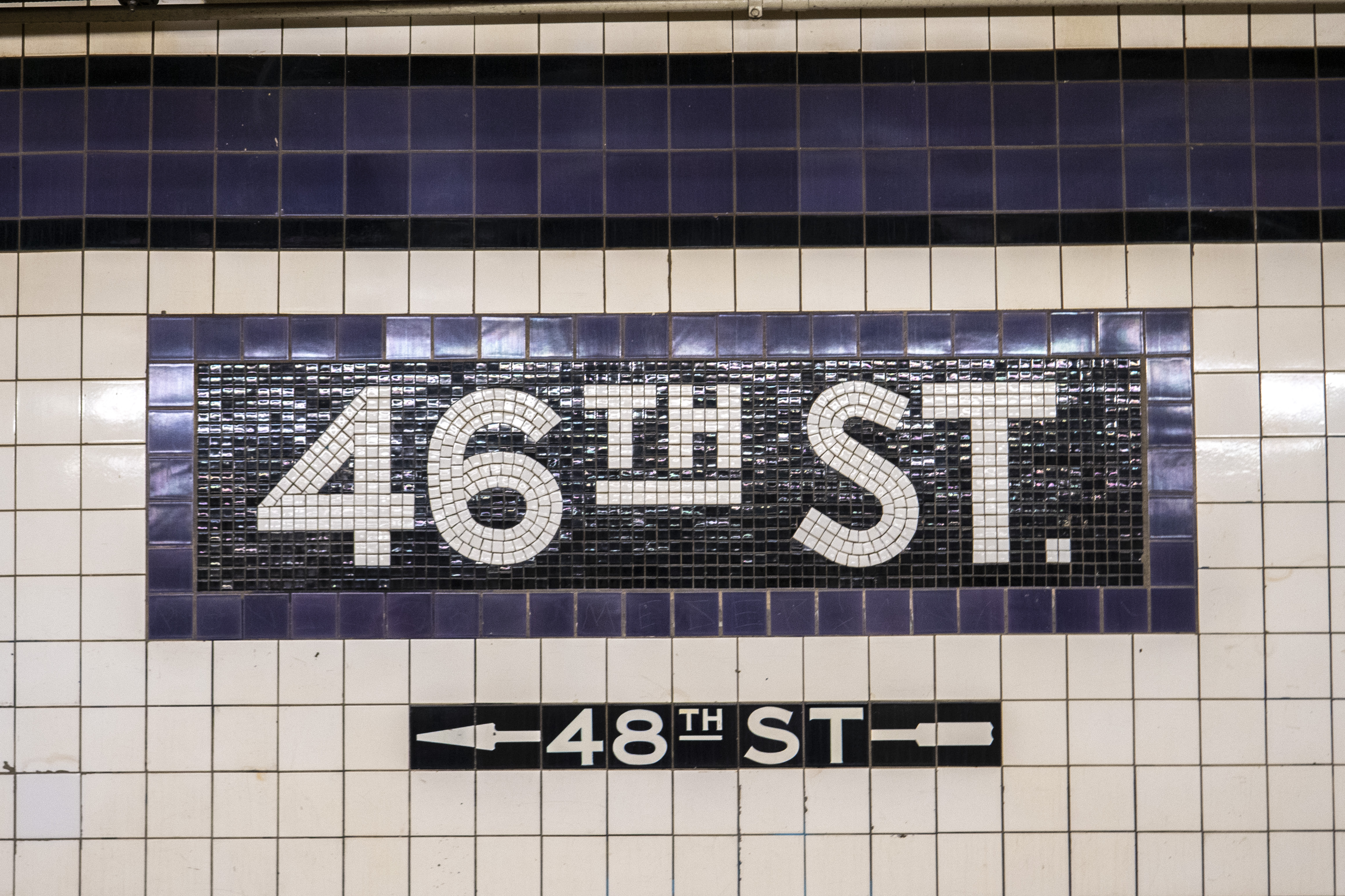
駅名標

当路線は初めてINDが建設した路線の一つであった。この際に公共事業局が建設に2500万ドル出資した。
1933年8月19日、当路線がジャクソン・ハイツ-ルーズベルト・アベニュー駅から50丁目駅まで開通した際に当駅は開業した。

## 駅構造
| G          | 地上階                       | 出入口 |
| P ホーム階 | 相対式ホーム、右側ドアが開く | 相対式ホーム、右側ドアが開く |
| P ホーム階 | 南行緩行線                   | ← 深夜帯：ワールド・トレード・センター駅行き（スタインウェイ・ストリート駅） ← 平日23時迄：ミドル・ヴィレッジ-メトロポリタン・アベニュー駅行き（スタインウェイ・ストリート駅） ← ベイ・リッジ-95丁目駅行き（スタインウェイ・ストリート駅） |
| P ホーム階 | 北行緩行線                   | → 深夜帯：ジャマイカ・センター駅行き（ノーザン・ブールバード駅）→ フォレスト・ヒルズ-71番街駅行き（ノーザン・ブールバード駅）→ |
| P ホーム階 | 相対式ホーム、右側ドアが開く | |

駅は相対式ホーム2面2線の駅で、急行線はノーザン・ブールバードの下を通るため駅からは見えない。駅名標はIND様式のもので"46TH ST."と書かれている。駅のタイルや柱は紫色となっている。

### 出口
改札はすべてホーム階に位置し、それぞれのホーム両端に改札を設けている。なお改札内にホーム間連絡通路はない。西端の改札からは46丁目とブロードウェイ交差点西側（北行ホームは南西、南行ホームは北西）、東端の改札からは48丁目とブロードウェイ交差点東側（北行ホームは南東、南行ホームは北東）に地上への階段が接続している。なお、ホーム中央の47丁目へ通じる改札は廃止された。